# みどりの農業協同組合
みどりの農業協同組合（みどりののうぎょうきょうどうくみあい）は、宮城県遠田郡美里町に本店を置き、美里町、涌谷町、大崎市で事業を行っていた農業協同組合である。JAみどりのともいう。各町に営農センターを持っていた。
2019年7月1日、宮城県北の南三陸・栗っこ・あさひな・いわでやまの各農協と合併して「新みやぎ農業協同組合」となった。

## 沿革
- 1996年3月 - 6町（鹿島台町、松山町、涌谷町、南郷町、田尻町、小牛田町）の10JAが広域合併して発足。
- 2017年7月31日 - 栗っこ（栗原市）、南三陸（気仙沼市、南三陸町、登米市）、古川（大崎市）いわでやま（大崎市）、あさひな（黒川郡）加美よつば（色麻町）、いしのまき（石巻市）各農協と、2019年春の合併を目指し、合併推進協議会を設立[2][注 1]。
- 2019年7月1日 - 広域合併。新みやぎ農業協同組合となる。

## 本支店
- 本店・みどりの支店：美里町
- 涌谷支店：涌谷町
- 田尻支店：大崎市
- 松山支店：大崎市
- 鹿島台支店：大崎市
- 南郷支店：美里町
- 小牛田支店：美里町

## 子会社等
- 株式会社みどりのサービス
- 株式会社みどりのみらい

### 注
1. ↑  2018年1月にいしのまき農協は合併協議から離脱。さらに翌月には加美よつば農協も合併協議から離脱。7月には古川農協も理事会の決定で合併協議から離脱した。